# Volt Nederländerna
Volt Nederländerna (nederländska: Volt Nederland, förkortat Volt) är ett socialliberalt politiskt parti i Nederländerna. Det är den nederländska grenen av Volt Europa, en politisk rörelse som verkar på europeisk nivå.

## Grundande
Volt Nederland grundades i Utrecht den 23 juni 2018, med Reinier van Lanschot som första ordförande. Partiets grundande var möjligt tack vare donationer genom crowdfunding.
- Partiets grundande
- Kampanj för Europaparlamentsvalet 2019

## Valresultat

### Valet till Europaparlamentet 2019
Valet till Europaparlamentet 2019 var det första valet där Volt deltog. Partiet fick 106 004 röster i Nederländerna, vilket är 100 000 röster för lite för en plats. Partiet fick de flesta av sina röster i universitetsstäder som Amsterdam, Leiden, Utrecht och Wageningen. Även om den holländska grenen av Volt inte kunde få en plats i Europaparlamentet, så representeras den för närvarande av den tyska grenen, som vann en plats.

### Parlamentsvalet i Nederländerna 2021
2021 deltog partiet i parlamentsvalet i Nederländerna. Den 25 oktober 2020 antog partiet sin kandidatlista med Laurens Dassen som toppkandidat. I början av 2021 meddelade valrådet att Volt skulle delta i alla 20 valområdena. Nationell opinionsundersökningar uteslöt vanligtvis partiet fram till sex veckor före valet, då deras popularitet började öka; ett antal undersökningar de sista dagarna innan valet visade en möjlig vinst med upp till tre mandat. Volt vann i slutändan 2,4% av rösterna, deras bästa nationella prestation i något val hittills och tre mandat, vilket även blev deras första inträde i ett nationellt parlament.  De nyvalda parlamentsledamöterna intog sina platser den 31 mars 2021. De tre platserna i Volt innehavs av Laurens Dassen, Nilüfer Gündoğan och Marieke Koekkoek.